# Megalodoras
Megalodoras är ett släkte av fiskar. Megalodoras ingår i familjen Doradidae.
Kladogram enligt Catalogue of Life:
| Megalodoras | \| \| Megalodoras guayoensis \| \| \| \| \| \| Megalodoras uranoscopus \| \| \| \| |
|             | \| \| Megalodoras guayoensis \| \| \| \| \| \| Megalodoras uranoscopus \| \| \| \| |
|             | Megalodoras guayoensis                                                             |
|             |                                                                                    |
|             | Megalodoras uranoscopus                                                            |
|             |                                                                                    |